# Земљотрес у Загребу 1880.
Земљотрес у Загребу или Велики земљотрес у Загребу је био јачине 8 степени Меркалијеве скале, заправо 6,3 степени по Рихтеровој скали. Земљотрес се догодио у Загребу са епицентром на подручју Медведнице. Разорио је много загребачких зграда, кућа и улица, а због земљотреса много становника преселило се у Беч, Грац, Марибор, Цеље, Љубљану и Трст. Погинуло је двоје људи, литограф Станић и банковни службеник Лавослав Сметана, а 29 људи је било тешко повређено. Земљотрес се догодио 9. новембра 1880. године, ујутро у 7 сати, 3 минута и 3 секунде, према подацима загребачких метеоролога. Становници, којима су куће биле уништене живели су у кућама на подручју Зрињевца и у Клаићевој улици. Овај земљотрес је проузрочио сиромаштво у Загребу. Загребачка катедрала је била посебно тешко оштећена, па је накнадно требало темељно да се реновира. реновирање је обављено до 1906. под вођством Хермана Болеа из Келна. С рушевинама је слично било и са црквом св. Фрања, као и с црквом Мајке Божје. Земљотрес подстакао велику обнову града. Након земљотреса, Загреб добија нове палате, паркове и фонтане.